# Rue de la Lanterne-des-Arcis
La rue de la Lanterne-des-Arcis  est une ancienne rue qui était située dans l'ancien 7e arrondissement de Paris, absorbée par la rue Pernelle lors des transformations de Paris sous le Second Empire.

## Origine du nom
La rue doit son nom à une enseigne.

## Situation
La rue de la Lanterne-des-Arcis, d'une longueur de 122 mètres, qui était située dans l'ancien 7e arrondissement, quartier des Arcis, commençait aux 7-9, rue Saint-Bon et finissait aux 44-48, rue des Arcis.
Les numéros de la rue étaient rouges. Le dernier numéro impair était le no 9 et le dernier numéro pair était le no 4.

## Historique
Dès 1250, on connaissait cette voie sous le nom de « ruelle Saint-Bon », à cause de la chapelle du même nom qui était en face.
Si elle n'est pas expressément citée dans Le Dit des rues de Paris, Guillot de Paris indique toutefois « Puis truis les “deux rues Saint Bon” ». Il est donc certain que cette voie existait avant cette époque et que la seconde était appelée rue Saint-Bon.
Elle prend le nom de « rue de la Lanterne » en 1440. On lui a rajouté « des-Arcis », le quartier dans lequel elle se trouvait, afin de la différencier de la rue de la Lanterne-en-la-Cité.
Une décision ministérielle du 1er messidor an XII (20 juin 1804) signée Chaptal, fixe la moindre largeur de cette voie publique à 6 mètres. Cette largeur est portée à 8 mètres, en vertu d'une ordonnance royale du 16 mai 1833.
Elle est absorbée par la rue Pernelle en 1853.